# Kaukasische linde
De Kaukasische linde (Tilia dasystyla) is een loofboom uit de kaasjeskruidfamilie (Malvaceae). De wetenschappelijke naam van de soort werd gepubliceerd door Christian von Steven in 1832.

## Kenmerken
De Kaukasische linde kan een hoogte tot circa 30 m bereiken. De schors is donkerbruin tot donkergrijs, met diepe groeven. De bladeren zijn hartvormig, 8 tot 14 cm lang en het bladeinde is abrupt, spits toelopend. Het blad is aan de basis vaak asymmetrisch en de bladranden zijn getand. De bloeitijd is in juni, waarna de vruchten in augustus verschijnen. De vruchten zijn houtachtig en ovaal. De soort is kan temperaturen tot -28 °C doorstaan.

## Verspreiding
De soort komt voor in de Grote Kaukasus, Kleine Kaukasus, het Elboersgebergte, het noorden van Anatolië en het Krimgebergte. Komt gewoonlijk voor op hoogten tussen de 500 en 2000 meter boven zeeniveau. Vaak ook in gezelschap van oosterse beuken (Fagus orientalis).
... · 
T. americana var. americana (Amerikaanse linde) · 
T. amurensis (amoerlinde) · 
T. cordata (winterlinde) · 
T. dasystyla (Kaukasische linde) · 
T. ×europea (krimlinde) · 
T. platyphyllos (zomerlinde) · 
T. tomentosa (zilverlinde) · 
T. ×vulgaris (Hollandse linde) · 
...